# Ecolo
Ecolo, en forme longue Écologistes confédérés pour l'organisation de luttes originales,, est un parti politique belge de gauche, présent en Belgique francophone et germanophone, qui se réclame de l'écologie politique et suit certains des principes de la politique écologique.
Créé en 1980, il fut l'un des premiers partis verts au monde à entrer dans un parlement national.
En 1999, il fait partie de la coalition gouvernementale au fédéral. À la suite des élections de 2019, le parti est présent aux gouvernements fédéral, de la région bruxelloise, de la région wallonne et de la communauté Wallonie-Bruxelles.
En 2024, le parti est co-présidé par Samuel Cogolati et Marie Lecocq. Aux élections législatives de juin et aux élections communales d'octobre, Ecolo subit un important revers, perdant plus de la moitié de ses élus au Parlement wallon et au Parlement de la Région de Bruxelles-Capitale, plusieurs maïorats ainsi que près des trois quarts de ses élus à la Chambre des représentants (fédéral).

## Histoire

### Débuts

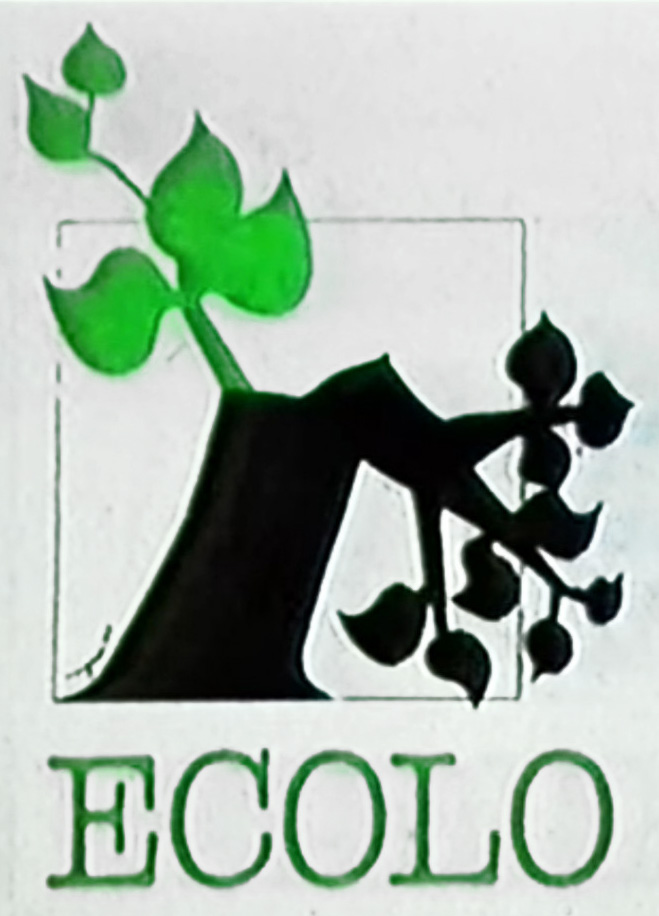
Ancien logo d'Ecolo (1989).

Ancien logo d'Ecolo (1998).

Comme dans d'autres pays d'Europe occidentale, des mouvements de protection de l'environnement se développent en Belgique au cours des années 1970. Plusieurs fondateurs d'Ecolo, ainsi que d'Agalev en Flandre, participent aux mobilisations et aux débats sur le recours à l'énergie nucléaire. La section belge des Amis de la Terre, créée en 1976, fournira également à Ecolo quelques-uns de ces éléments moteurs.
L'écologie politique se développe à Namur, où Démocratie nouvelle (DN) est créée au début des années 1970. Le programme de ce mouvement comprend « plusieurs thèmes qui formeront le canevas identitaire de l'écologie politique, en particulier celui d'Ecolo », notamment le « fédéralisme intégral ». Démocratie nouvelle participe aux élections législatives de 1974 dans l'arrondissement de Namur en s'alliant à l'Union des progressistes (UDP), puis aux élections communales de 1976, sur une liste d'alliance à Namur. Après ces premiers pas électoraux, l'écologie politique se structure dans le sud du pays autour de Wallonie-écologie, qui participe aux élections législatives de 1977 et 1978. Aux élections européennes de 1979, la liste « Europe écologie », soutenue par ce mouvement, réalise un score qui, bien qu'il ne lui ouvre aucun siège, « favorise l'agrégation des écologistes francophones en un parti. »
Le parti Ecolo est fondé en mars 1980. Il obtient ses six premiers sièges parlementaires aux élections législatives de 1981 : deux députés, trois sénateurs élus, ainsi qu'un sénateur coopté sur une liste PS-FDF-RPW-Ecolo. L'année suivante, à la suite des élections communales, Ecolo intègre la majorité de la commune de Liège. En 1984, François Roelants du Vivier est le premier parlementaire européen du parti. Ces premières participations aux élections et les mandats qui en découlent font évoluer l'activité d'Ecolo et attirent de nouveaux militants. Des tensions apparaissent, qui « explosent à la suite des élections législatives de 1985 », décevantes malgré l'élection de nouveaux parlementaires. Ecolo fait face à trois crises au cours de l'année 1986. Des négociations engagées par la direction avec la faible majorité libérale-sociale chrétienne en vue d'un éventuel soutien ponctuel sur certains projets divisent au sein du parti, et entraînent notamment la démission du député Olivier Deleuze. Le débat sur l'orientation à donner au parti, tranché en faveur d'une vocation à participer au pouvoir face à ceux souhaitant l'inscrire dans la contestation, provoque le départ d'une part importante des militants de la fédération de Bruxelles, classée plus à gauche, qui fondent les Verts pour une gauche alternative (VEGA). Enfin, ces départs de militants et d'élus créent des difficultés financières pour le parti, contraint de geler ses dépenses.
Après 1987, les militants du parti Solidarité et participation (issu du Mouvement ouvrier chrétien) s'engagent en grande majorité chez Ecolo. En 1988, les négociations communautaires entre Flamands et francophones amènent à un sous financement de la Communauté française, contraignant le gouvernement à mener une politique de restriction budgétaire, provoquant la colère des enseignants (souvent socialistes dans l'enseignement officiel, et souvent catholique dans l'enseignement libre) qui se rallient partiellement au mouvement écologiste.
À la faveur du regain d'intérêt pour les questions environnementales, consécutifs notamment à la catastrophe nucléaire de Tchernobyl, Ecolo enregistre une progression importante aux élections européennes de 1989, avec plus de 370 000 voix et deux députés élus. Les élections législatives de 1991 s'inscrivent dans la lignée de ces progrès. Sans participer à la majorité socialiste-sociale chrétienne, les partis écologistes Ecolo et Agalev sont appelés par celle-ci à soutenir la réforme institutionnelle proclamant le caractère fédéral de l'État belge, en échange de la création d'une écotaxe.

### Victoire de 1999
En 1996, l'affaire Dutroux mène à une commission parlementaire hautement médiatisée sur le fonctionnement de la police. Le député écologiste Vincent Decroly y adopte une attitude dénonciatrice envers le gouvernement offrant ainsi une assise populaire à son parti. Enfin, la crise de la dioxine de 1999 apporte une légitimité et une visibilité aux revendications écologistes et de réforme des grandes institutions.
Ils furent les vainqueurs surprise des élections du 13 juin 1999, augmentant sensiblement leur score dans la majorité des cantons électoraux (passant généralement de 5-10 % à 15-20 %).
Forts de leur score, ils furent invités par les socialistes et libéraux (qui avaient un accord pour aller ensemble au pouvoir) à participer au gouvernement de la législature 1999-2003. Dans cette coalition inédite (baptisée coalition arc-en-ciel), Ecolo hérita d'un poste de vice-Première ministre et ministre de la Mobilité et des Transports (rempli par Isabelle Durant) et d'un poste de secrétaire d'État à l'Énergie et au Développement durable (rempli par Olivier Deleuze) au niveau fédéral. À la Région wallonne, Thierry Detienne devint ministre des Affaires sociales et de la Santé et José Daras vice-président du Gouvernement wallon, ministre des Transports, de la Mobilité et de l'Énergie. À la Communauté française, Jean-Marc Nollet devint ministre de l'Enfance, chargé de l'Enseignement fondamental et Nicole Maréchal ministre de l'Aide à la jeunesse et de la Santé. À la Communauté germanophone, Hans Niessen devint ministre de la Jeunesse et de la Famille, du Patrimoine et des Affaires sociales.
Lors des élections communales et provinciales d'octobre 2000, Ecolo réitéra ses bons scores et entra dans de nombreuses coalitions communales, tantôt « petit olivier » (PS-Ecolo-cdH) tantôt non (PRL-FDF-Ecolo par exemple).
La participation au pouvoir fédéral d'Ecolo fut parfois assez houleuse et les conflits avec les autres partenaires de la coalition furent nombreux.
Leur participation au gouvernement permit le vote d'une loi limitant l'utilisation de l'énergie nucléaire mais l'intransigeance du parti sur l'interdiction de la publicité du tabac au Grand Prix de Spa-Francorchamps provoquèrent une déception chez une partie des électeurs.
Lors d'un congrès fin 2002, Ecolo vote en faveur de la suppression des pouvoirs politiques du Roi à court terme (lors de la législature 2003-2007) et l'instauration d'une république à long terme. Le sénateur républicain Josy Dubié critique dans la presse les principes monarchiques et le coût des dotations de la famille royale. Vu les très nombreuses critiques, Ecolo fait ensuite marche arrière en annonçant que ce n'était pas un dossier prioritaire.
Ecolo tint pourtant sa place au gouvernement fédéral jusqu'au 5 mai 2003 où, dans le dossier du survol nocturne de Bruxelles, Isabelle Durant refusa la signature d'un accord et fut dessaisie de ses fonctions par le Premier ministre, Guy Verhofstadt, qui les attribua à une autre ministre, Laurette Onkelinx. À la suite de cet événement, Isabelle Durant et Olivier Deleuze démissionnèrent de leurs postes et depuis Ecolo siège dans l'opposition au Parlement fédéral.

### Défaite de 2003
Les élections fédérales du 18 mai 2003 virent le score d'Ecolo chuter sous la barre des 10 %, obtenant quatre députés fédéraux et un sénateur élu direct (auquel vint s'ajouter un sénateur coopté).
La chute fut stabilisée lors des élections régionales et européennes du 13 juin 2004, lors desquelles Ecolo n'obtint toutefois qu'un seul député européen (Pierre Jonckheer) contre trois en 1999. À la Région wallonne, il n'obtint que trois députés alors qu'il en obtenait sept au parlement de la région de Bruxelles-Capitale. À cette occasion, Ecolo fit son entrée dans la nouvelle majorité politique de la région de Bruxelles-Capitale réunissant, autour du ministre-président Charles Picqué, le Parti socialiste, le cdH, Ecolo, le VLD, le CD&V, le sp.a et Groen. Évelyne Huytebroeck devint ministre régionale bruxelloise de l'Environnement tandis que Christos Doulkeridis prit la présidence de l'assemblée parlementaire de la COCOF.

### Quart de siècle d'Ecolo
Le parti a pris position en faveur du Traité constitutionnel européen, ratifié en mai 2005 par la Chambre belge des représentants, plusieurs de ses députés (Céline Delforge, Zoé Genot, Bernard Wesphael) se positionnant toutefois contre le traité.

### Crise de Schaerbeek et ses conséquences
Au lendemain des élections communales du 8 octobre 2006, Ecolo, par la voix d'Isabelle Durant, a refusé de concrétiser un accord pré-electoral avec le CDH et le PS visant à offrir l'écharpe maïorale à la Ministre de la Justice Laurette Onkelinx. L'accord, né en 2003, visait à substituer à la majorité MR-Ecolo en place une majorité « Olivier » regroupant socialistes, démocrates et écologistes. Il était conditionné à l'obtention d'une majorité stable. Isabelle Durant a jugé qu'une majorité d'un demi-siège (24 conseillers communaux sur 47) n'était pas viable dans une commune où 12 changements d'affiliation de conseillers avaient été dénombrés entre 2000 et 2006. Le fait qu'un des nouveaux élus PS était en même temps le dirigeant local de l'organisation turque d'extrême droite des Loups gris a également été invoqué pour justifier cette décision.
Bien que des membres du parti Ecolo - dont Henri Simons, passé au PS quelques mois plus tard et candidat sur la liste de ce parti au Sénat en 2007 - se soient publiquement élevés contre la prise de position d'Isabelle Durant, les instances officielles du parti ont décidé de ne pas la sanctionner.

### Élections législatives de 2007
Les élections législatives du 10 juin 2007 ont permis à Ecolo de remporter un succès important et de doubler sa représentation au Parlement. Le slogan du parti était : « Une terre plus verte, Un monde plus juste MAINTENANT ! ». Ecolo remporte huit sièges à la Chambre des représentants (contre 4 en 2003) et deux sièges de sénateurs élus directement (contre 1 seul en 2003). Le parti écologiste flamand Groen remporte quant à lui quatre sièges à la Chambre et 1 au Sénat alors qu'il n'avait plus de représentation fédérale depuis les élections de 2003. Les verts ont décidé de former un groupe commun de 12 députés à la Chambre renouant ainsi avec une tradition entamée en 1981.

### Élections régionales et européennes de 2009
Les élections du 7 juin 2009 ont vu le score d'Ecolo doubler, que ce soit à Bruxelles (17,94 % contre 8,35 % en 2004), en Région wallonne (18,54 % contre 8,52 %) et à l'Europe (8,55 % contre 3,69 %). Ecolo devient donc le troisième parti francophone devant le cdH. Forts de cette victoire et du fait d'être le seul parti belge francophone à avoir gagné des sièges partout (MR et PS chutent, cdH reste stable), les verts ont décidé de prendre la main pour diriger les négociations en Région wallonne et à Bruxelles. Leur tactique est de s'allier au cdH pour pouvoir former un groupe fort qui pourra imposer des revendications à l'un ou l'autre des 2 grands partis (MR ou PS). Dans un premier temps, Ecolo et le cdH rencontrent séparément les 2 autres partis. Le 16 juin 2009, ils décident de négocier une alliance cdH, PS et Ecolo, tant en Région wallonne qu'à Bruxelles et à la Communauté française. Un accord à trois est conclu le 12 juillet. Cet accord, ainsi que la liste des ministres proposée par les coprésidents, est avalisé par les membres lors de l'assemblée de participation du 15 juillet à Louvain-la-Neuve.

### Élections législatives de 2010
Les élections législatives du 13 juin 2010 ont permis à Ecolo de consolider son résultat de 2007. Le slogan du parti était : « OUVERT pendant les transformations », en référence à l'immobilisme dû au blocage de la réforme institutionnelle belge. Ecolo sauvegarde ses huit sièges à la Chambre des représentants et deux sièges de sénateurs élus directs, tout en perdant 0,8 % de son électorat fédéral. Ce scrutin a néanmoins été considéré comme décevant par les verts, qui perdent leur statut de troisième parti en Région wallonne. Dans la très longue crise, Ecolo a participé aux négociations pour un accord institutionnel, finalement présenté en octobre 2011, mais ne sera pas présent dans la majorité parlementaire.

### Élections législatives, européennes et régionales de 2014
Ecolo perd la moitié de son électorat de 2009 et un tiers de son électorat de 2010. La défaite est rude et ramène Ecolo vers ses scores de 2003 et 2004.
Il perd un siège sur les deux qu'il avait au Parlement européen, deux sièges sur les huit qu'il occupait au Parlement fédéral et dix sièges sur les quatorze qu'il occupait au Parlement wallon. Au Parlement de la région de Bruxelles-capitale, Ecolo passe de seize à huit sièges.

### Élections législatives, européennes et régionales de 2019
Lors des élections de 2019, Ecolo regagne des sièges dans chaque parlement : double ses députés à la chambre (de 6 à 13), les triple au parlement wallon (de 4 à 12), les double au parlement bruxellois (de 8 à 15), en gagne un en communauté germanophone (de 2 à 3) et les double enfin au parlement européen (de 1 à 2). Cette nette victoire, tant fédérale que régionale ou européenne, propulse le parti écologiste au cœur des négociations. Le parti retrouve le pouvoir au fédéral en participant au gouvernement De Croo avec Groen ; il renoue aussi régionalement en participant aux gouvernements régionaux Di Rupo III en Wallonie et Vervoort III à Bruxelles. Il fait enfin partie du gouvernement Jeholet pour la communauté française, mais ne participe toujours pas au gouvernement de la communauté germanophone.

### Élections législatives, européennes, régionales et communales de 2024
Aux élections de juin 2024, Ecolo subit un important revers, perdant plus de la moitié de ses élus au Parlement wallon, passant de 12 à 5 représentants. Le résultat est comparable au Parlement de la Région de Bruxelles-Capitale, où le parti passe de 15 à 7 élus, malgré le bon résultat de Groen sur les listes du collège électoral néerlandophone bruxellois (premier parti néerlandophone de Bruxelles avec 4 élus). Le scrutin électoral est encore plus sévère à la Chambre des représentants (fédéral), où Ecolo passe de 13 à 2 élus (Tinne Van der Straeten étant une élue Groen sur la liste Ecolo). Un certain nombre d'élus perdent leur siège, tels Samuel Cogolati, Claire Hugon, Hélène Ryckmans, Gilles Vanden Burre, Laurence Hennuy, la Secrétaire d'État Marie-Coline Leroy, les ministres Philippe Henry et Georges Gilkinet, ainsi que le président de parti Jean-Marc Nollet.
Ecolo ne conserve en outre qu'une de ses deux élus au Parlement européen, Saskia Bricmont. Olivier De Schutter, deuxième candidat sur les listes écologistes, n'est pas élu malgré son bon résultat personnel (sixième meilleur score dans le collège électoral francophone).
À la suite de ce revers électoral, les deux co-présidents du parti, Rajae Maouane et Jean-Marc Nollet, démissionnent et Ecolo Bruxelles annonce siéger dans l'opposition à tous les niveaux de pouvoir pour la prochaine législature.
Les élections communales 2024 sont un nouveau coup dur pour Ecolo qui perds énormément de maïorats tant à Bruxelles qu'en Wallonie,,.

## Idéologie
Ecolo est un parti politique qui promeut des politiques de développement durable, visant à préserver l'environnement et à lutter contre le changement climatique, dans l'intérêt des générations actuelles et futures. Le parti cherche à créer une société plus démocratique et inclusive en encourageant de nouvelles pratiques politiques et en renforçant la participation des citoyens dans un modèle de démocratie participative.
Les trois principales positions d'Ecolo sont les suivantes :
- Ecolo propose un plan qui comprend 15 milliards d'euros supplémentaires d'investissements publics pour accélérer la transition climatique d'ici 2030. Ce plan implique la rénovation des bâtiments, une augmentation de l'utilisation des énergies renouvelables et la protection de la biodiversité.
- Le parti propose une augmentation de revenu pour les salariés à faibles et moyens revenus via un crédit d'impôt de solidarité, qui pourrait augmenter les salaires nets de jusqu'à 300 euros par mois.
- Ecolo soutient que les personnes en cohabitation devraient bénéficier des mêmes avantages sociaux que les personnes vivant seules, en réaction à la situation actuelle où certains voient leurs allocations diminuées en raison de leur statut de cohabitant. Selon Ecolo, cette mesure est envisagée comme un pas vers l'individualisation des droits sociaux, garantissant à chaque individu les mêmes droits sociaux, indépendamment de sa situation familiale.

Durant la campagne électorale de 2019, le centre d'études RePresent — composé de politologues de cinq universités (UAntwerpen, KU Leuven, VUB, UCLouvain et ULB) — a étudié les programmes électoraux des treize principaux partis politiques belges. Cette étude a classé les partis sur deux axes « gauche-droite », de « - 5 » (extrême-gauche) à « 5 » (extrême-droite) : un axe socio-économique « classique », qui fait référence à l'intervention de l'État dans le processus économique, et au degré suivant lequel l'État doit assurer une égalité sociale, et un axe socio-culturel, qui fait référence à un clivage articulé autour d'une opposition identitaire autour de thèmes comme l'immigration, l'Europe, la criminalité, l'environnement, l'émancipation, etc.
Ecolo présente alors un programme marqué à gauche sur le plan socio-économique (- 3,87), et proche de l'extrême-gauche sur le plan socio-culturel (- 4,37),.
Le centre RePresent réitère l'exercice durant la campagne électorale de 2024, pour les douze principaux partis. La position d'Ecolo change peu sur l'axe socio-économique (- 3,81), et il devient le parti le plus à gauche sur le plan socio-culturel (- 4,62).

## Structure
Ecolo, en tant que parti politique, fonctionne à la manière d'une démocratie représentative.
L'organe souverain du parti est l'Assemblée générale (AG), où chaque membre du parti a une voix. L'AG prend les grandes décisions de la vie du parti : élection du secrétariat fédéral, modification des statuts d'Ecolo, élection des candidats aux places stratégiques des listes électorales pour le Sénat et pour le Parlement européen, etc. Elle est réunie entre une et plusieurs fois par an, suivant les circonstances et le contexte politique.
Le Conseil de fédération (CF) est le « parlement » interne du parti. Il est composé de délégués des régionales, de délégués représentant chacun des groupes parlementaires dans les différents parlements où Ecolo est présent, et de délégués cooptés. Sa mission est de prendre les options politiques générales, rédiger et actualiser le programme politique, mettre au point les procédures d'élaboration des listes électorales… Il a aussi pour fonction de contrôler l'exécutif du parti.
Ce dernier est appelé Secrétariat fédéral et est composé depuis 2007 de deux coprésidents : un homme et une femme, un Wallon et un Bruxellois. Ceux-ci sont élus par l'AG pour un mandat de quatre ans. Ils sont responsables du fonctionnement d'Ecolo au quotidien et en sont les porte-paroles.
Sur le plan territorial, Ecolo est structuré en trois niveaux :
- le niveau fédéral, basé à Namur, qui regroupe les différents services centralisés d'Ecolo, ainsi que le secrétariat fédéral et le bureau du Conseil de Fédération (qui planifie les réunions du CF et les AG et en prépare l'ordre du jour);
- le niveau des régionales, qui sont au nombre de 15 – 14 Wallonnes et 1 Bruxelloise – correspondant aux circonscriptions électorales pour les élections régionales. Celles-ci sont globalement organisées à leur échelle sur le modèle du parti : AG régionale, conseil régional, secrétariat régional.
- le niveau des locales Ecolo, qui s'occupent de la politique locale au niveau des communes wallonnes et bruxelloises. Ici aussi, l'organisation est, à l'échelle locale, similaire aux deux autres niveaux, quoique souvent dans une structure simplifiée (AG locale et secrétariat local).

Enfin, dans certaines provinces wallonnes, les régionales qui en font territorialement partie ont créé des coordinations provinciales (Liège, Hainaut). Ceci afin notamment de piloter les campagnes pour les élections législatives, pour lesquelles la circonscription électorale recouvre le territoire de la province depuis les élections législatives de 2003.

### Fondements
- 1976 : fondation des Amis de la Terre – Belgique. Premières listes lors des communales, dont « Combat pour l’Écologie et l’Autogestion » à Namur.
- 1977 : première participation de listes « Wallonie – Écologie » aux élections législatives dans 8 arrondissements, une liste en Flandre (Anvers) et une à Bruxelles.
- 1978 : élections législatives à nouveau : 7 listes « Wallonie – Écologie », 2 listes à Bruxelles (Ecolog & Ecopol), 3 listes en Flandre.
- 1979 : élections européennes : succès de la liste « Europe – Écologie » : 5 %.
- 1980 : 8 et 23 mars : assemblées fondatrices d’Ecolo (Hélécine-Huy).
- 1981 : élections législatives : 6,1 % en Wallonie et 2,2 % à Bruxelles : entrée d’Ecolo et d’Agalev au Parlement belge (quatre députés et cinq sénateurs) : c’est une première européenne. Entrée également dans les conseils provinciaux.
- 1982 : élections communales : 75 conseillers élus. Ecolo entre en majorité à Liège (83–88).
- 1983 : septembre : création du Centre d’études et de formation en écologie, le CEFE.
- 1984 : premier Congrès des Verts européens à Liège. Élections européennes : avec près de 10 %, Ecolo obtient un député européen.
- 1986 : 11 mai : adoption de la motion de Neufchâteau-Virton[36] exprimant les principes fondamentaux du mouvement Ecolo (le « ni gauche ni droite » et le refus d'écarter l'hypothèse d'une coalition avec les libéraux et les sociaux-chrétiens contre les socialistes). Scission d'une partie de l'aile gauche bruxelloise, qui fonde les Verts pour une gauche alternative (VEGA)[37].

## Personnalités liées à Ecolo

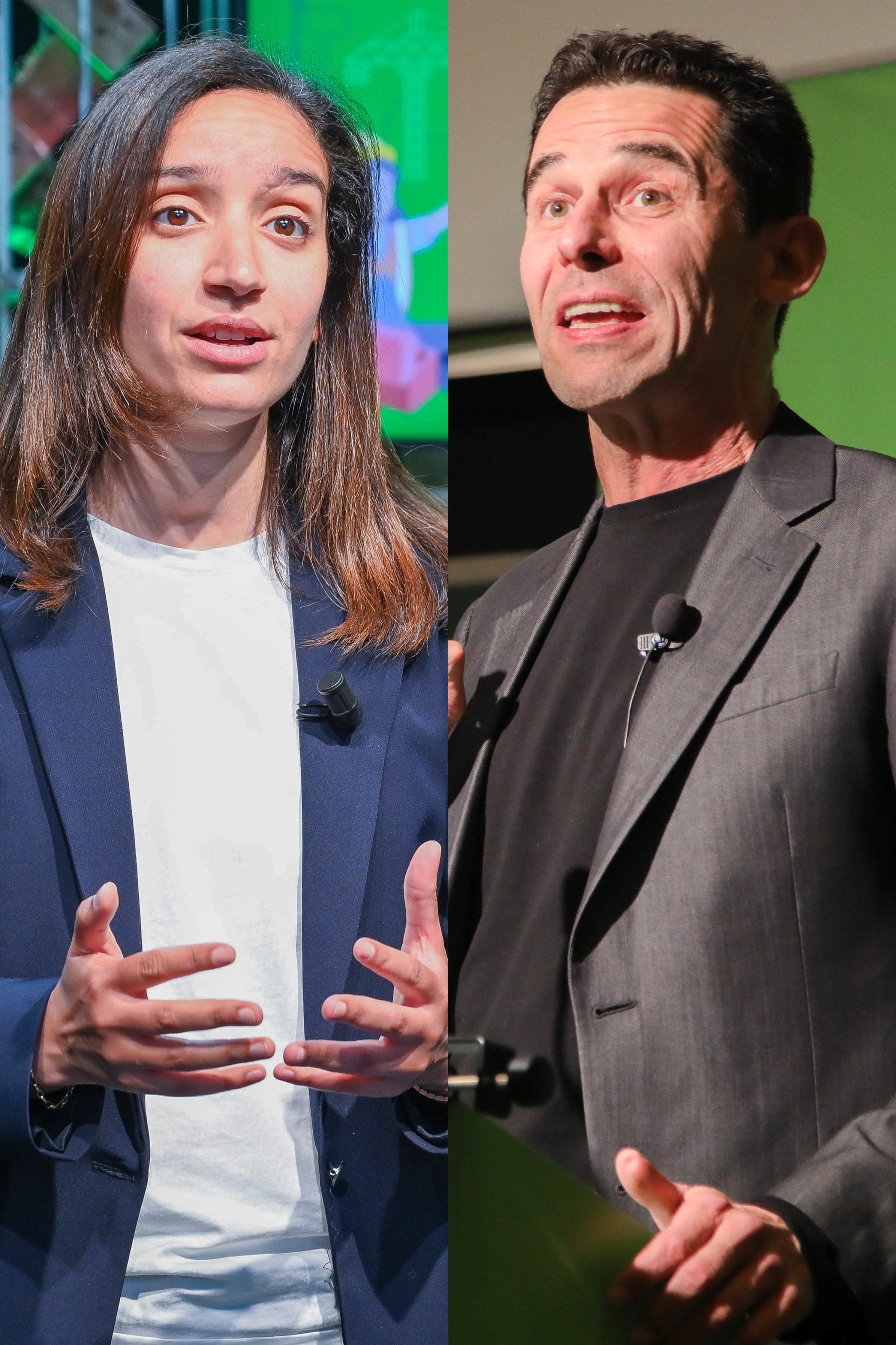
Les ex-coprésidents Rajae Maouane et Jean-Marc Nollet

- Ronny Balcaen
- Juliette Boulet
- Dominique Braeckman
- Marcel Cheron
- Matthieu Daele
- Alain Daems
- José Daras
- Vincent Decroly
- Philippe Defeyt
- Olivier Deleuze
- Céline Delforge
- Xavier Desgain
- Monika Dethier-Neumann
- Thierry Detienne
- Emmanuel Disabato
- Christos Doulkeridis
- Josy Dubié
- Patrick Dupriez
- Isabelle Durant
- Paul Galand
- Zoé Genot
- Muriel Gerkens
- Georges Gilkinet
- Stéphane Hazée
- Philippe Henry
- Emily Hoyos
- Évelyne Huytebroeck
- Jean-Michel Javaux
- Pierre Jonckheer
- Zakia Khattabi
- Fouad Lahssaini
- Philippe Lamberts
- Paul Lannoye
- Nicole Maréchal
- Jacky Morael
- Jean-Marc Nollet
- Yaron Pesztat
- Magali Plovie
- Yves Reinkin
- Jean-Luc Roland
- Carine Russo
- Sarah Schlitz
- Thérèse Snoy
- Jean Thiel
- Sarah Turine
- Jean-Pierre Viseur
- Bernard Wesphael

## Résultats électoraux

### Parlement fédéral

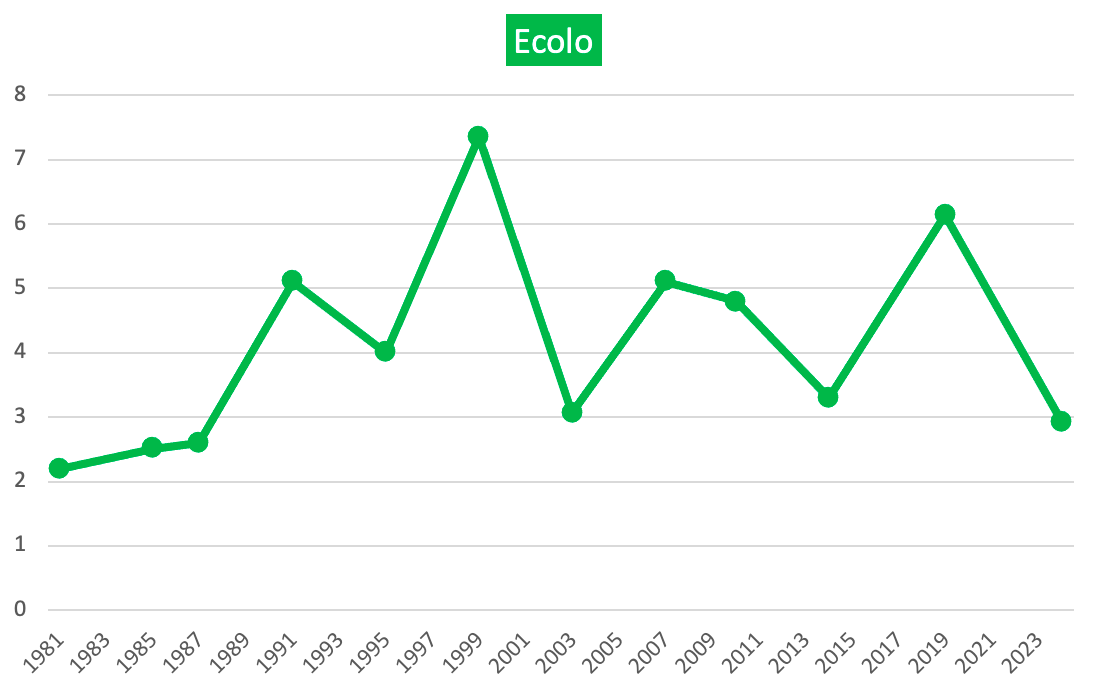
Evolution des résultats d'Ecolo à la Chambre des Représentants.

| Année | Chambre des représentants | Chambre des représentants | Chambre des représentants | Sénat   | Sénat | Sénat   | Gouvernement                 |
| Année | Voix                      | %                         | Sièges                    | Voix    | %     | Sièges  | Gouvernement                 |
| ----- | ------------------------- | ------------------------- | ------------------------- | ------- | ----- | ------- | ---------------------------- |
| 1981  | 132 312                   | 2,2                       | 2 / 212                   | 153 989 | 2,58  | 3 / 106 | Opposition                   |
| 1985  | 152 483                   | 2,51                      | 5 / 212                   | 163 361 | 2,73  | 2 / 106 | Opposition                   |
| 1987  | 157 988                   | 2,6                       | 3 / 212                   | 168 491 | 2,8   | 2 / 106 | Opposition                   |
| 1991  | 312 624                   | 5,1                       | 10 / 212                  | 323 683 | 5,3   | 6 / 106 | Opposition                   |
| 1995  | 243 362                   | 4,0                       | 6 / 150                   | 258 635 | 11,5  | 2 / 40  | Opposition                   |
| 1999  | 457 281                   | 7,35                      | 11 / 150                  | 458 658 | 7,40  | 3 / 40  | Verhofstadt I                |
| 2003  | 201 118                   | 3,06                      | 4 / 150                   | 208 868 | 3,19  | 1 / 40  | Opposition                   |
| 2007  | 340 378                   | 5,10                      | 8 / 150                   | 385 466 | 5,82  | 2 / 40  | Opposition                   |
| 2010  | 313 047                   | 4,80                      | 8 / 150                   | 353 111 | 5,46  | 2 / 40  | Opposition                   |
| 2014  | 222 551                   | 3,30                      | 6 / 150                   | N/A     | N/A   | 4 / 60  | Opposition                   |
| 2019  | 416 452                   | 6,14                      | 13 / 150                  | N/A     | N/A   | 5 / 60  | Opposition, soutien, De Croo |
| 2024  | 204 438                   | 2,93                      | 2 / 150                   | N/A     | N/A   |         | Opposition                   |

### Entités fédérées

#### Parlement wallon
| Année | Voix    | %     | Sièges  | Gouvernement                                          |
| ----- | ------- | ----- | ------- | ----------------------------------------------------- |
| 1995  | 196 988 | 10,42 | 8 / 75  | Opposition                                            |
| 1999  | 347 225 | 18,22 | 14 / 75 | Di Rupo I (1999-2000), Van Cauwenberghe I (2000-2004) |
| 2004  | 167 916 | 8,52  | 3 / 75  | Opposition                                            |
| 2009  | 372 067 | 18,54 | 14 / 75 | Demotte II                                            |
| 2014  | 176 488 | 8,62  | 4 / 75  | Opposition                                            |
| 2019  | 294 631 | 14,48 | 12 / 75 | Di Rupo III                                           |
| 2024  | 144 103 | 6,97  | 5 / 75  | Opposition                                            |

#### Parlement de la Région de Bruxelles-Capitale
| Année | Voix   | %     | Sièges  | Gouvernement                                  |
| ----- | ------ | ----- | ------- | --------------------------------------------- |
| 1989  | 44 874 | 10,24 | 8 / 75  | Opposition                                    |
| 1995  | 37 308 | 9,03  | 7 / 75  | Opposition                                    |
| 1999  | 77 969 | 21,29 | 14 / 75 | Opposition                                    |
| 2004  | 37 908 | 9,69  | 7 / 75  | Picqué III                                    |
| 2009  | 82 663 | 20,22 | 16 / 89 | Picqué IV (2009-2013), Vervoort I (2013-2014) |
| 2014  | 41 368 | 10,11 | 8 / 89  | Opposition                                    |
| 2019  | 74 246 | 19,12 | 15 / 89 | Vervoort III                                  |
| 2024  | 38 386 | 9,85  | 7 / 89  |                                               |

#### Parlement de la Communauté germanophone
| Année | Voix  | %     | Sièges | Gouvernement |
| ----- | ----- | ----- | ------ | ------------ |
| 1995  | 5 128 | 13,85 | 3 / 25 | Opposition   |
| 1999  | 4 694 | 12,73 | 3 / 25 | Lambertz I   |
| 2004  | 2 972 | 8,19  | 2 / 25 | Opposition   |
| 2009  | 4 310 | 11,50 | 3 / 25 | Opposition   |
| 2014  | 3 591 | 9,5   | 2 / 25 | Opposition   |
| 2019  | 4 902 | 12,51 | 3 / 25 | Opposition   |
| 2024  | 3 644 | 9,1   | 2 / 25 | Opposition   |

### Conseils provinciaux
| Année | Brabant Wallon | Hainaut | Liège   | Luxembourg | Namur  |
| ----- | -------------- | ------- | ------- | ---------- | ------ |
| 1994  | 7 / 56         | 5 / 84  | 8 / 80  | 1 / 47     | 4 / 56 |
| 2000  | 11 / 56        | 12 / 84 | 12 / 84 | 2 / 47     | 7 / 56 |
| 2006  | 9 / 56         | 5 / 84  | 11 / 84 | 3 / 56     | 7 / 56 |
| 2012  | 6 / 37         | 4 / 56  | 8 / 56  | 2 / 37     | 4 / 37 |
| 2018  | 9 / 37         | 11 / 56 | 12 / 56 | 4 / 37     | 8 / 37 |
| 2024  | 4 / 37         | 1 / 56  | 4 / 56  | 2 / 37     | 4 / 43 |

### Parlement européen
Résultats dans le collège francophone. En 2019, sont élus députés Philippe Lamberts et Saskia Bricmont.
| Année | %    | Sièges | Groupe              |
| ----- | ---- | ------ | ------------------- |
| 1979  | 5,1  | 0 / 11 | Extra-parlementaire |
| 1984  | 9,9  | 1 / 11 | ARC                 |
| 1989  | 16,6 | 2 / 11 | Verts               |
| 1994  | 13,0 | 1 / 10 | Verts               |
| 1999  | 22,7 | 3 / 10 | Verts/ALE           |
| 2004  | 9,8  | 1 / 9  | Verts/ALE           |
| 2009  | 22,9 | 2 / 8  | Verts/ALE           |
| 2014  | 11,7 | 1 / 8  | Verts/ALE           |
| 2019  | 19,9 | 2 / 8  | Verts/ALE           |
| 2024  | 10,1 | 1 / 8  | Verts/ALE           |

### Bourgmestres
- 2000 : un bourgmestre (à Ottignies-Louvain-la-Neuve).
- 2006 : deux bourgmestres (à Amay et Ottignies-Louvain-la-Neuve).
- 2012 : six bourgmestres :
  - cinq bourgmestres en Région wallonne (à Amay, Enghien, Fauvillers, Mont-Saint-Guibert et Ottignies-Louvain-la-Neuve)
  - un bourgmestre en Région de Bruxelles-Capitale (Watermael-Boitsfort).
- 2018 : neuf bourgmestres[39] :
  - six bourgmestres en Région wallonne (à Amay, Enghien, Fauvillers, Floreffe, Ottignies-Louvain-la-Neuve et Pecq)
  - trois bourgmestres en Région de Bruxelles-Capitale (Forest, Ixelles et Watermael-Boitsfort).